# Stictoptera richardi
Stictoptera richardi là một loài bướm đêm trong họ Noctuidae.